# Igreja Católica na Tchéquia
A Igreja Católica na Tchéquia, ou Chéquia, é parte da Igreja Católica universal, sob a liderança espiritual do Papa e da Santa Sé. Contava com 1.083.899 fiéis, segundo o censo de 2011, representando cerca de 10,26% da população. Há mais ou menos 3,5 milhões de batizados (3,35 milhões do rito romano e 177.700 do rito bizantino). 

## História

### Boêmia Protestante vs. Habsburgos

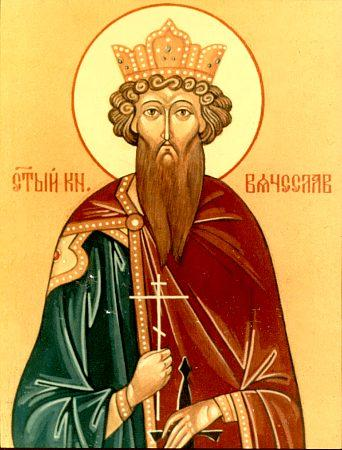
São Venceslau é o padroeiro da Tchéquia

Após a morte de Jan Hus, em 1415, os tchecos eram em sua maioria hussitas, uma seita diversa que foi considerada herética pela Igreja Católica. As Guerras Hussitas foram travadas pela liberdade religiosa na Boêmia, quando cinco cruzadas consecutivas ordenadas pelo papa fracassaram miseravelmente. A maioria dos hussitas (os utraquistas) acabou por fazer as pazes com Roma na paz religiosa de Kutna Hora em 1485. No entanto, a Unidade dos Irmãos, fundada em 1457, manteve seu curso radical e, eventualmente, desempenhou um papel importante na Reforma Protestante, disseminando amplamente seus princípios. No final do século XVI, menos de 20% da população permaneceu católica. Após sua derrota na Batalha da Montanha Branca em 1620, a Boêmia e a Morávia foram subjugadas e reconvertidas ao catolicismo pelas autoridades imperiais, com o protestantismo praticamente derrotado. Os tchecos foram novamente majoritariamente católicos até depois da Primeira Guerra Mundial (embora muitos se ressentissem abertamente da igreja e fossem forçados a se tornar membros para evitar a perseguição, especialmente sob o comando dos Habsburgos), quando o anticatolicismo era alimentado por nacionalistas antialemães e trazendo de volta a nível nacional uma falsa percepção da Igreja como inimigo histórico, causando apostasias em massa do catolicismo.

### Após a Segunda Guerra Mundial
A reconstituída Igreja Hussita Tchecoslovaca e a Igreja Evangélica dos Irmãos Tchecos foram grandes beneficiárias dessa deserção do catolicismo até depois da Segunda Guerra Mundial, quando a crença geral na religião organizada começou a cair acentuadamente. Além disso, os alemães dos Sudetos, entre os quais também haviam austríacos, e que acabaram nas fronteiras tchecas após a Primeira Guerra Mundial, eram em sua maioria católicos, e sua expulsão após a Segunda Guerra Mundial também reduziu a presença da Igreja. Dos mais de 90% de católicos em 1910, a Tchéquia está agora reduzida a cerca de 10%.

### Regime comunista
O regime comunista, que tomou o poder em 1948 na então Tchecoslováquia, confiscou todos os bens pertencentes às igrejas e perseguiu muitos padres. As igrejas eram então autorizadas a funcionar apenas sob o estrito controle e supervisão do Estado e os salários dos padres eram pagos pelo mesmo. Igrejas foram apreendidas, padres presos ou executados e aqueles autorizados a liderar os serviços religiosos o fizeram sob a supervisão da polícia secreta. Após a Revolução de Veludo, algumas igrejas e mosteiros foram devolvidos, mas as igrejas tentaram recuperar outros bens, como fazendas, bosques e edifícios.
Durante o regime comunista, vários movimentos católicos clandestinos existiram. Entre eles está o grupo Koinotes, centrado no bispo Felix Davidek, cujo vigário-geral era Ludmila Javorová, ordenada por ele ao presbiterado.

### Acordo de 2012
Em janeiro de 2012, o governo tcheco concordou em pagar bilhões de dólares em indenização por propriedades confiscadas da Igreja pelo antigo regime totalitário. O plano de compensação deve-se estender por 30 anos.
Esse plano consiste nas 17 igrejas do país, incluindo católicas, protestantes e ortodoxas, receberem 56% de suas antigas propriedades agora detidas pelo Estado — estimadas em 75 bilhões de coroas (US$ 3,7 bilhões) — e 59 bilhões de coroas (US$ 2,9 bilhões) em compensação financeira paga a elas nos próximos 30 anos. Oitenta por cento dos fundos e propriedades vão para a Igreja Católica, de longe a maior beneficiária. O estado também gradualmente deixará de cobrir suas despesas nos próximos 17. Em 2008, uma lei semelhante foi aprovada pelo governo, mas o Parlamento a rejeitou.

## Organização territorial
A divisão territorial da Igreja tcheca é feita em 8 dioceses (duas delas são arquidioceses), que são agrupadas em duas províncias eclesiásticas de rito latino. O arcebispo de Praga é o primaz da Igreja Católica tcheca. Além disso, há um Exarcado Apostólico de rito bizantino e um ordinariato militar que lida com os fiéis católicos nas forças armadas, nas forças de segurança e nas prisões.

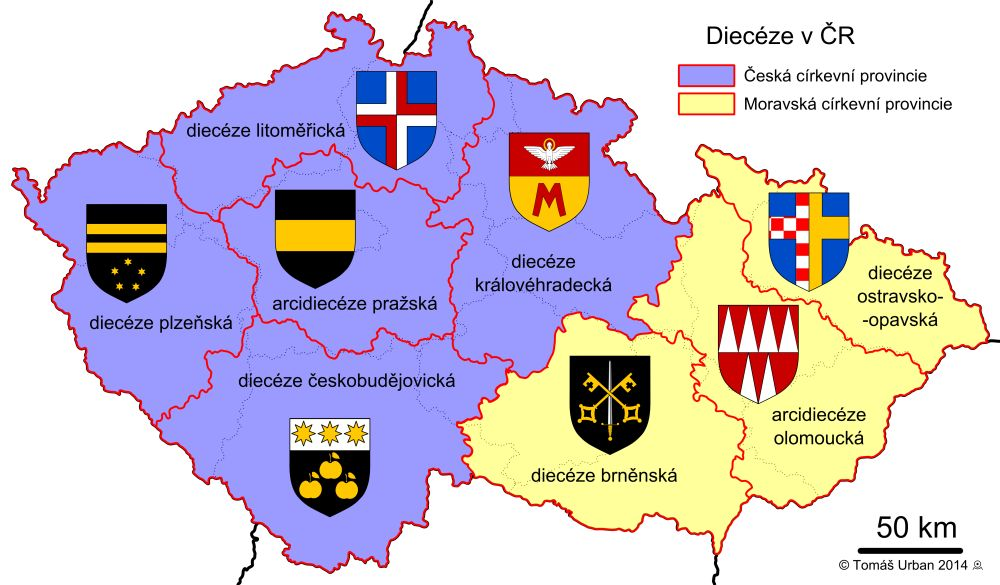
As dioceses católicas de rito romano da Tchéquia.

### Província eclesiástica daBoêmia
- Arquidiocese de Praga, erigida no ano 973 como bispado sufragâneo do Arcebispado de Mogúncia e unida ao Bispado de Ratisbona, elevada a arquidiocese em 30 de abril de 1344, atualmente com as dioceses sufragâneas de:
  - Diocese de České Budějovice (Budweis), erigida em 1785
  - Diocese de Hradec Králové (Königgrätz), erigida em 1664
  - Diocese de Litoměřice (Leitmeritz), erigida em 1655
  - Diocese de Plzeň (Pilsen), establecida em 1993

### Província eclesiástica daMorávia
- Arquidiocese de Olomouc, sucessora do Bispado da Morávia, erigido por São Metódio, estabelecida como diocese em 1063 e elevada a arquidiocese em 5 de dezembro de 1777, atualmente com as seguintes dioceses sufragâneas:
  - Diocese de Brno (Brünn), erigida em 1777
  - Diocese de Ostrava-Opava (Ostrau-Troppau), estabelecida em 1996

### Exarcado de rito bizantino
- Exarcado Apostólico da Tchéquia, para os fiéis de rito bizantino da Igreja Católica Bizantina Rutena, (é diretamente sujeito à Santa Sé, erigido em 1996 pelo Papa João Paulo II)

### Diocese de jurisdição pessoal
- Vicariato militar da Tchéquia, estabelecido em 1998, se ocupa dos fiéis católicos nas forças armadas, nas forças de segurança e nas prisões.

## Estatísticas
No último censo (2011), 1.083.899 pessoas declararam-se católicas, representando 10,26% da população total, e uma diminuição de 1,6 milhão de fiéis em relação ao Censo de 2001.
| Ano  | Fiéis católicos    |
| ---- | ------------------ |
| 1921 | 8.201.464 (81,97%) |
| 1930 | 8.378.079 (78,49%) |
| 1950 | 6.792.046 (76,35%) |
| 1991 | 4.021.385 (39,03%) |
| 2001 | 2.740.780 (26,79%) |
| 2011 | 1.083.899 (10,26%) |

No censo de 2001 se declararam católicas 2.740.780 pessoas (26,8% da população), refletindo uma diminuição em relação aos dados do censo anterior (1991) de cerca de 1,3 milhões de crentes (na época, 39% da população). A essa diferença é dada a explicação do declínio da popularidade das religiões após a euforia da queda do comunismo. Além disso, há o efeito da mudança geracional, uma vez que a maioria dos crentes pertence às gerações que nasceram antes da queda do Muro de Berlim. Não obstante, em 2009, a agência de pesquisa STEM descobriu que 30% dos católicos pesquisados acreditam que a Igreja é uma organização não útil.
A distribuição de fiéis dentro da Tchéquia não é uniforme. Em geral, o catolicismo é mais estável nas áreas rurais do que nas urbanas e mais na Morávia do que na Boêmia. Na Província Eclesiástica da Morávia os católicos são aproximadamente 37,65% (e 41,87% batizados sobre o total de habitantes), enquanto na Província Eclesiástica da Boêmia o número é de 19,69% (e 26,48% batizados). A diocese com o maior número de fiéis é a Arquidiocese de Olomouc (41,39% da população são católicos e 53,20% são batizados), seguida pela Diocese de Brno (39,37% de católicos). A diocese com menor percentual de fiéis católicos é a Diocese de Litoměřice (na região dos Sudetos, com 12,8% de católicos e 20,67% de batizados).
O número de praticantes é ainda menor. A Conferência Episcopal Tcheca organizou um recenseamento dos fiéis que participavam da missa do domingo de Páscoa dos anos de 1999 e 2004. Em 1999, 414.539 fiéis compareceram (não incluindo a Diocese de Litoměřice), enquanto em 2004, havia 405.446 participantes (incluindo a Diocese de Litoměřice).
Por volta de 200 dos 1.370 padres da Tchéquia vêm da vizinha Polônia, país que também passou por um regime comunista, mas que tem uma Igreja Católica muito mais forte que na Tchéquia.

## Destinos de peregrinação
Os santuários mais famosos da Tchéquia são Velehrad, Svatý Hostýn, Sacro monte de Příbram e Stará Boleslav.

## Santos e beatos
Os santos especialmente reverenciados na Tchéquia são os santos Cirilo e Metódio, Santa Ludmila, São Venceslau e Santo Adalberto, que trouxeram o cristianismo para a região. Também há outros, como Santa Inês de Praga e Santa Zdislava, São João Nepomuceno e São João Sarkander. Finalmente, a memória da Beata Marie Antonína Kratochvílová está viva entre os mártires da perseguição do regime totalitário comunista.

## Estrutura católica

### Meios de comunicação

#### Jornais
A revista católica mais popular é o semanário Katolický týdeník (em português:  O Semanário Católico); generalizados são também os semanários Matice Cyrilometodějská (Raízes Cirilo-metodianas) de tendências conservadoras e Svetlo (Luz), enquanto o jornal Teologické Texty (Textos Teológicos) é destinado a um pequeno círculo de leitores. O trimestral ADéčko é destinado aos jovens, enquanto que o jornal In! aos adolescentes.

#### Ordens editoras
Os editores católicos mais importantes são Karmelitánské nakladatelství (Edições Carmelitas), Matice Cyrilometodějská, Nakladatelstvi Cor Jesu, Paulínky (Paulinos), Vyšehrad, o apostolado da imprensa AMIMS, Cesta (O Caminho), Trinitas e por fim dos Salesianos de Dom Bosco Portál.

#### Rádio e televisão
Há na Tchéquia a TV Noe e a Radio Proglas que trabalham com emissoras de TV e rádio do mundo todo e dão cobertura às notícias católicas na Tchéquia e no exterior (por exemplo, transmitindo a bênção Urbi et orbi).

### Escolas

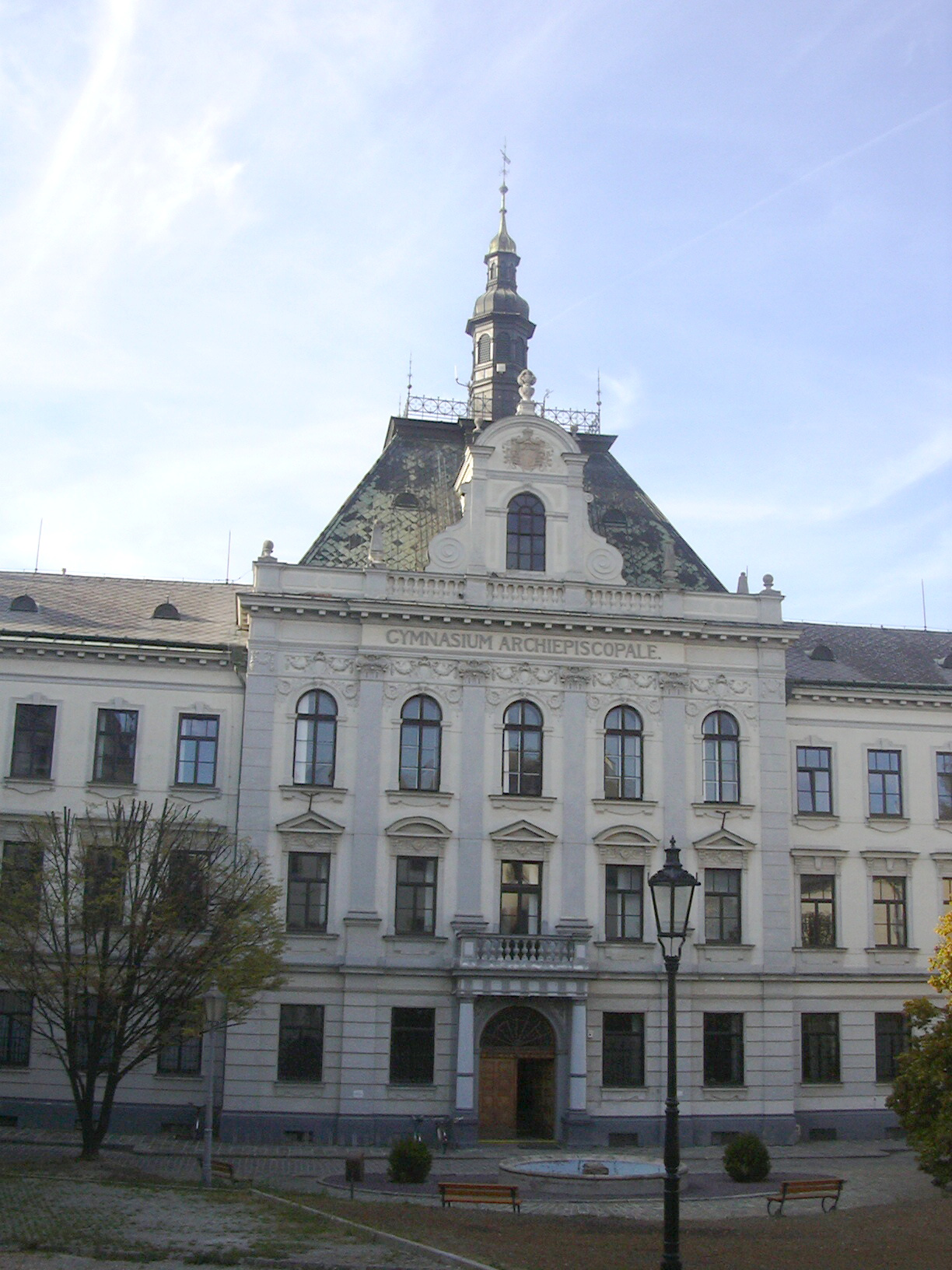
A escola secundária arquiepiscopal de Kroměříž é considerada uma escola de elite.

A Igreja Católica prevê a organização da educação desde o jardim de infância até à universidade. Pode contar com três faculdades teológicas na Universidade de Carolina de Praga, na Universidade de Palacký de Olomouc e na Universidade da Boêmia do Sul em České Budějovice.
Além das escolas, a Igreja administra os colégios para acomodar os alunos.
Em 31 de dezembro de 2005, a Igreja Católica dirigia 14 escolas de ensino infantil, 21 escolas primárias e 14 escolas de ensino médio, 18 escolas secundárias, 5 escolas secundárias profissionalizantes e 24 faculdades, ou seja, total de 86 instituições. Aproximadamente 15.000 estudantes frequentavam escolas católicas, enquanto que as faculdades católicas abrigaram cerca de 18.000 estudantes.
Em 31 de dezembro de 2008, segundo dados divulgados pela assessoria de imprensa do Vaticano, as instituições educacionais católicas haviam caído para 79 e os estudantes para 15.977.

## Conferência Episcopal
O episcopado local constitui a Conferência Episcopal Checa (Česká biskupská konference – CBK), membro do Conselho das Conferências Episcopais da Europa.

## Nunciatura Apostólica
A Santa Sé estabeleceu em 1920 a nunciatura apostólica na Tchecoslováquia. Com a divisão do país em dois estados soberanos, uma nova nunciatura apostólica foi erigida na Tchéquia em 30 de junho de 1993. A sede está em Praga.